# Boško Boškovič
Boško Boškovič (ur. 12 stycznia 1969 w Koprze) – słoweński piłkarz występujący na pozycji bramkarza.
Boškovič zagrał w 27 meczach reprezentacji Słowenii.